# Park dworski w Wielkich Drogach
Park dworski w Wielkich Drogach – zabytkowy zespół parkowy znajdujący się w Wielkich Drogach, w gminie Skawina, w powiecie krakowskim.
Według rejestru zabytków NID obiekt został wpisany do rejestru zabytków nieruchomych województwa małopolskiego 30 maja 1985 roku pod numerem rej.: A-508.
W parku występują w formie pomników przyrody drzewa takie, jak:
- Dąb szypułkowy,
- Dąb czerwony,
- Lipa drobnolistna,
- Orzech czarny,
- Magnolia,
- Tulipanowiec[2][3].